# 多度大社
多度大社（たどたいしゃ）は、三重県桑名市多度町多度にある神社。式内社（名神大社）で、旧社格は国幣大社。現在は神社本庁の別表神社。別名は、北伊勢大神宮。
三重県では伊勢神宮・二見興玉神社・椿大神社に次いで4番目に参拝者数の多い神社である。

## 祭神
現在の祭神は次の通り。
本宮 多度神社
- 祭神：天津彦根命（あまつひこねのみこと）

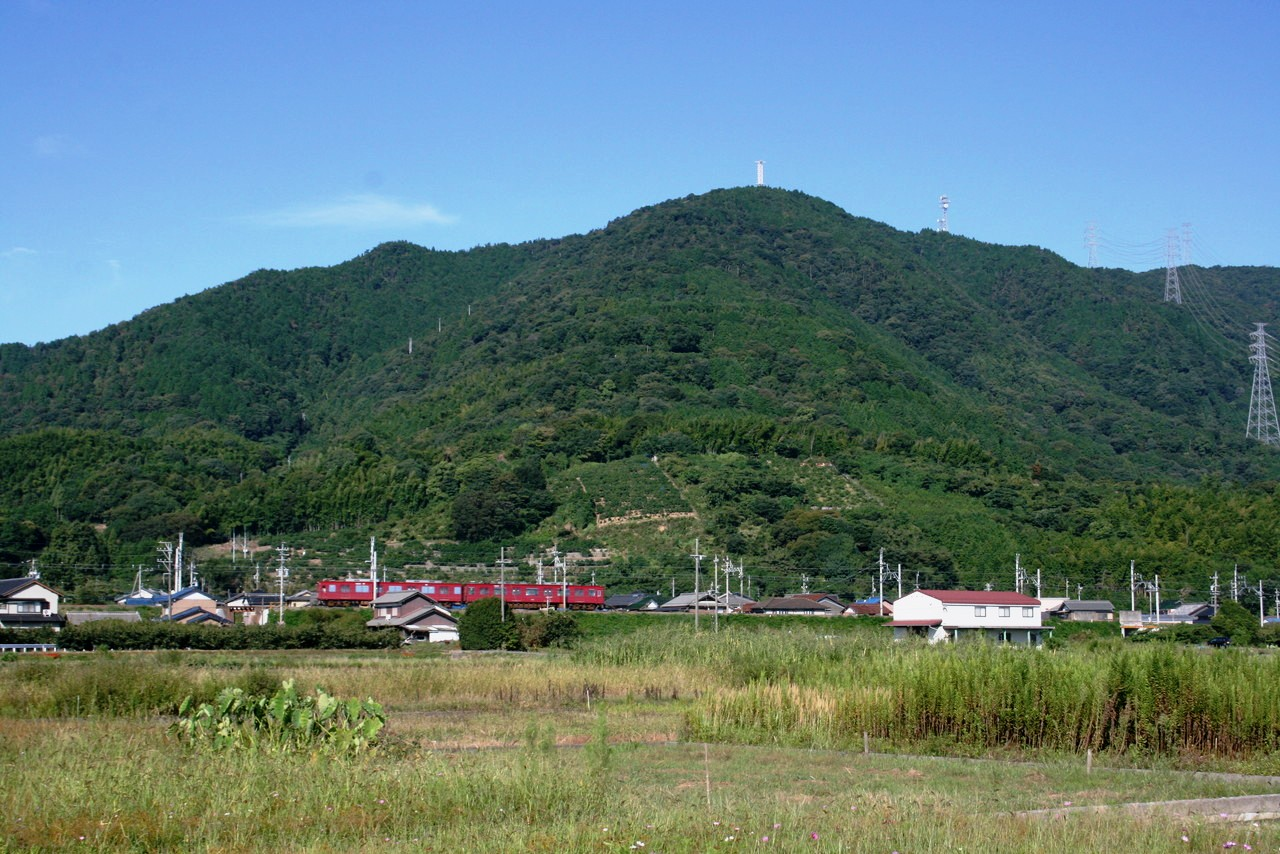
多度山

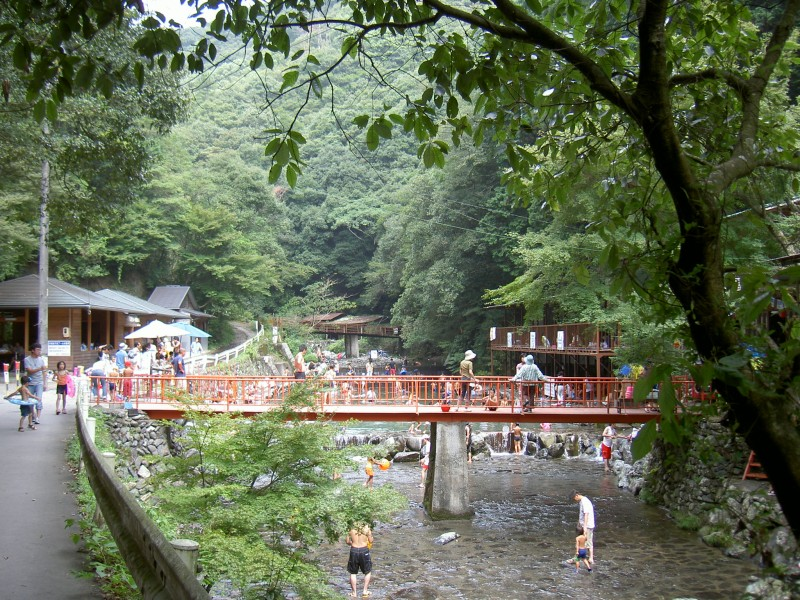
多度峡

- 相殿：面足命（おもだるのみこと）、惶根命（かしこねのみこと）

別宮 一目連神社
- 祭神：天目一箇命（あめのまひとつのみこと）

本宮祭神の天津彦根命は、天照大神の第3子とされる神で、天津彦根命は当地の豪族・桑名首（くわなのおびと）の祖神である。天津彦根命が天照大神の御子神であることや参詣のための街道沿いにあることから伊勢神宮との関係が深く、「お伊勢参らばお多度もかけよ、お多度かけねば片参り」とも詠われた。また、北伊勢大神宮・多度大神宮などとも呼ばれた。本宮と別宮は合わせて「多度両宮」と称される。

## 歴史
社伝では、雄略天皇の御代の創建と伝える。古代には、社殿背後の多度山を神体山としていた。763年（天平宝字7年）、僧・満願禅師によって神宮寺(現名称は法雲寺であるが現在は多度観音堂を残すのみ)が創建された。863年（貞観3年）、神階が正二位に累進した。延喜式神名帳では名神大社に列し、伊勢国二宮として崇敬された。神宮寺は伊勢国の准国分寺とされた。平安後期には伊勢平氏により崇敬され、軍神としても信仰された。1261年（弘長元年）、神階が正一位に累進した。
中世には国司・北畠氏が保護していたが、1571年（元亀2年）、織田信長の長島一向一揆平定の際に、命を受けた大垣城主氏家卜全により、多度大社の本宮並びに摂末社、神宝、古記録、多度大社の神宮寺であった宝雲寺（真言宗）の七十余りに及ぶである堂塔伽藍が全て焼きつくされ焼失した。その後1605年（慶長10年）に桑名藩主・本多忠勝により再建された。
続く松平氏が藩主の時代には、同多度町の愛宕神社(祭神：火之夜藝速男神)が、一目連神社、新宮社、雨宮八幡社に次ぐ第四別宮とされていた時代もあった。
1873年（明治6年）、県社に列格し、1915年（大正4年）に国幣大社に昇格した。

## 境内

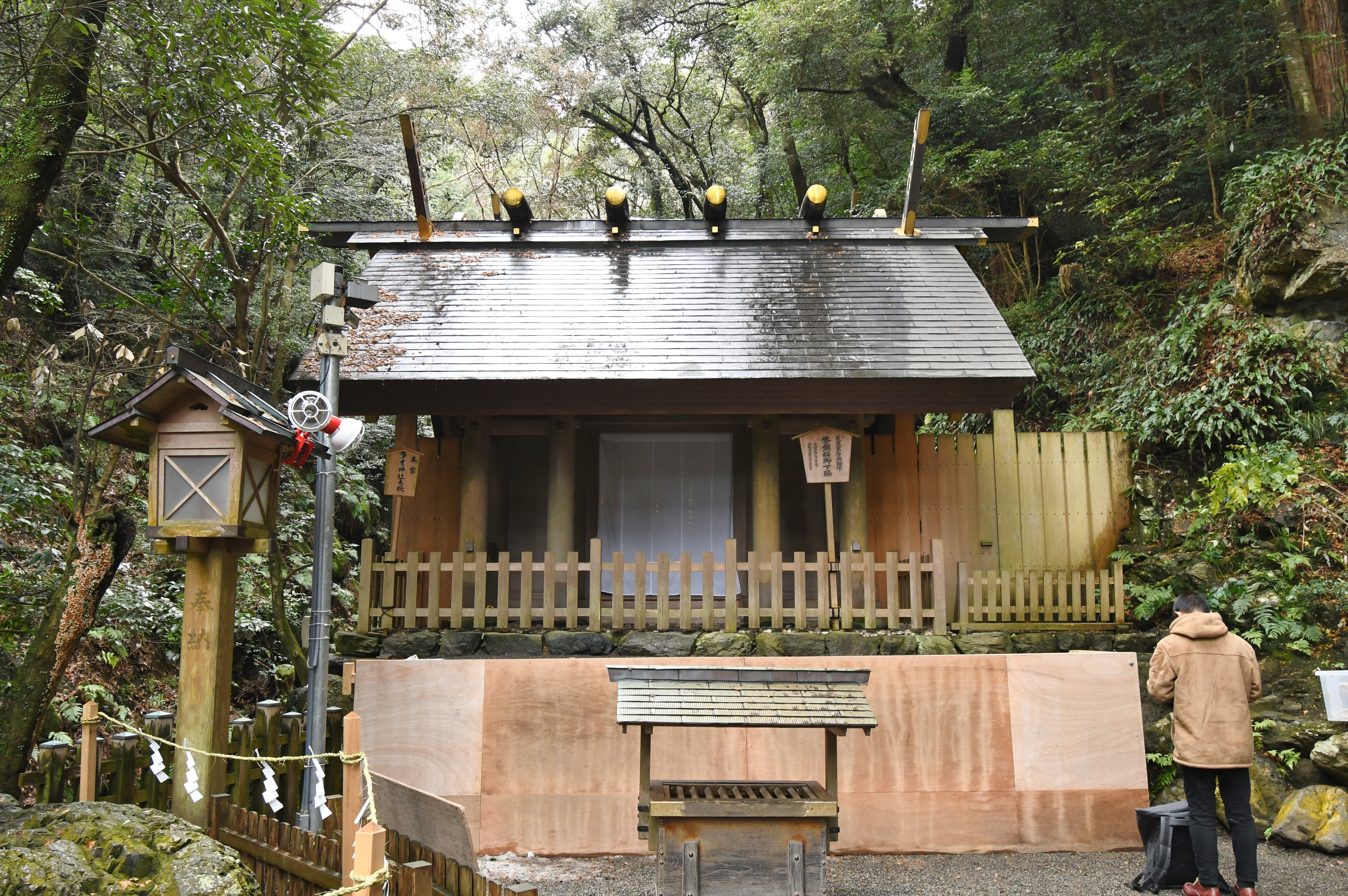
本宮
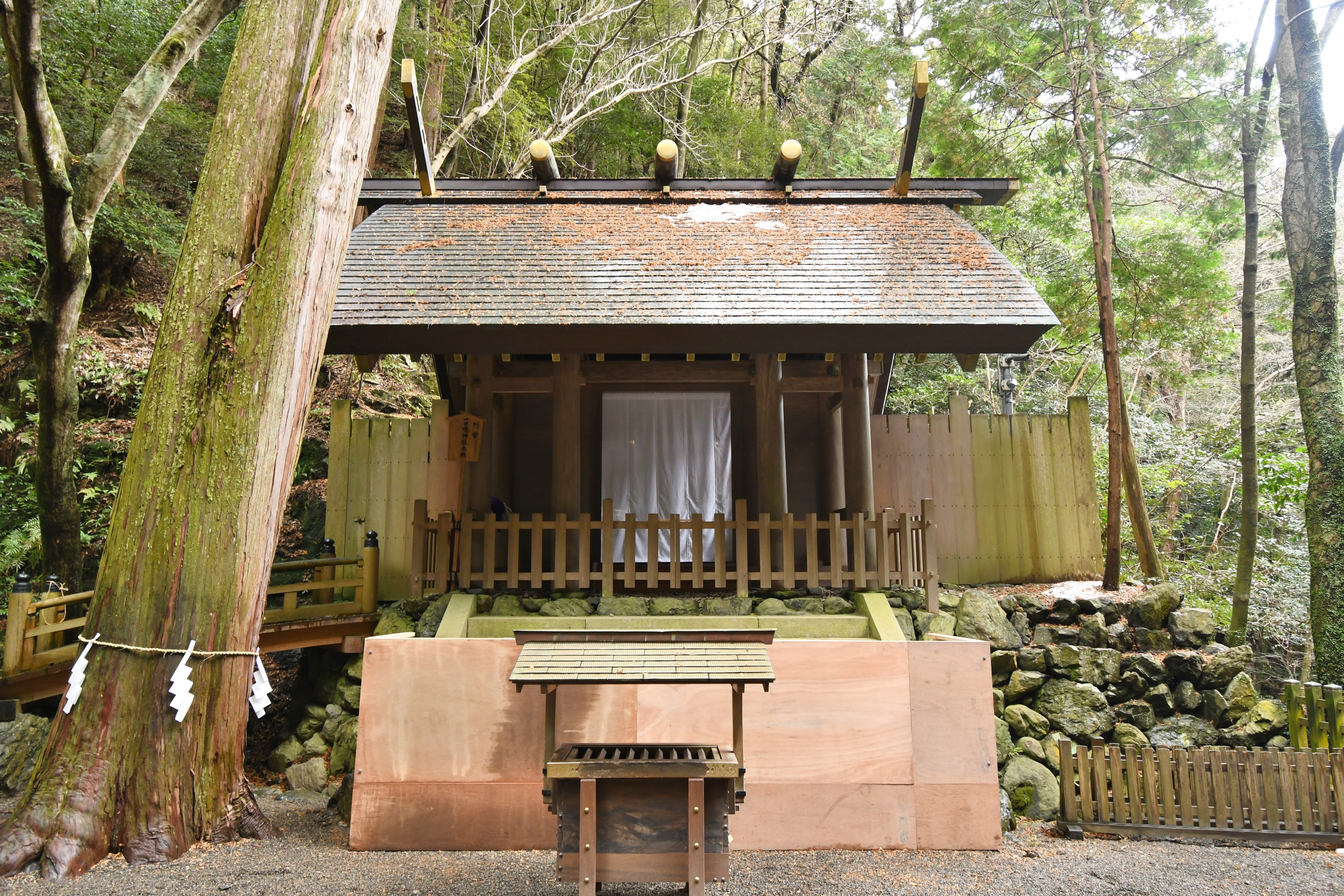
別宮
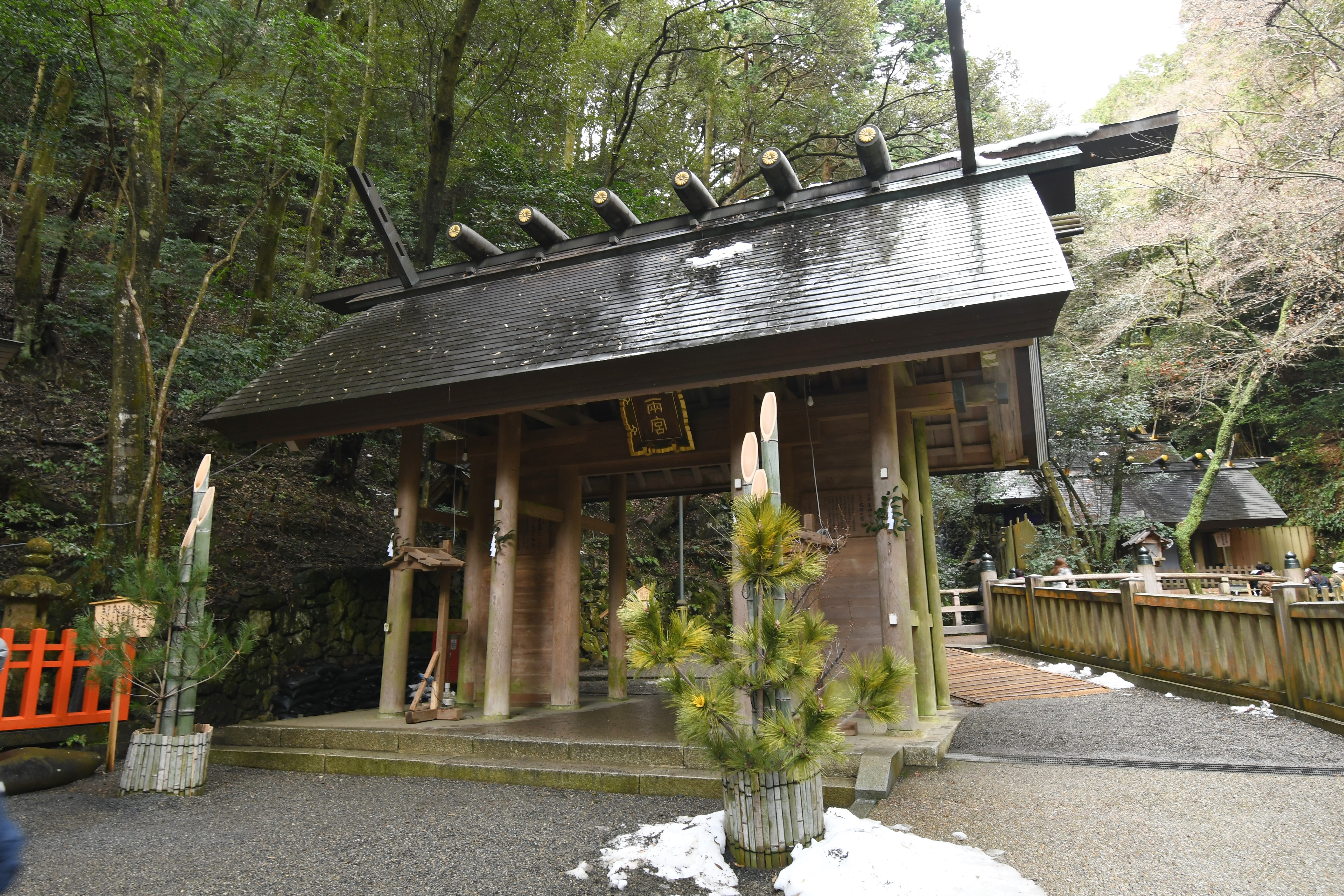
於葺門

## 摂末社
摂社
- 美御前社 - 祭神：市杵島姫命。
- 新宮社 - 祭神：天津彦根命幸魂、天目一箇命幸魂。
- 一挙社 - 祭神：一言主命。

末社
- 神明社 - 祭神：天照大神。
- 皇子社 - 祭神：天之忍穂耳命、天之菩卑能命、活津彦根命、熊野久須毘命、多紀理姫命、多岐津姫命。
- 雨宮八幡社 - 祭神：天之水分神、国之水分神、品陀別命。
- 藤波社 - 祭神：建速須佐之男命、大穴牟遅命、少彦名命。
- 鉾立社 - 祭神：天久之比命。

関連社
- 招魂社 - 祭神：護国の英霊。

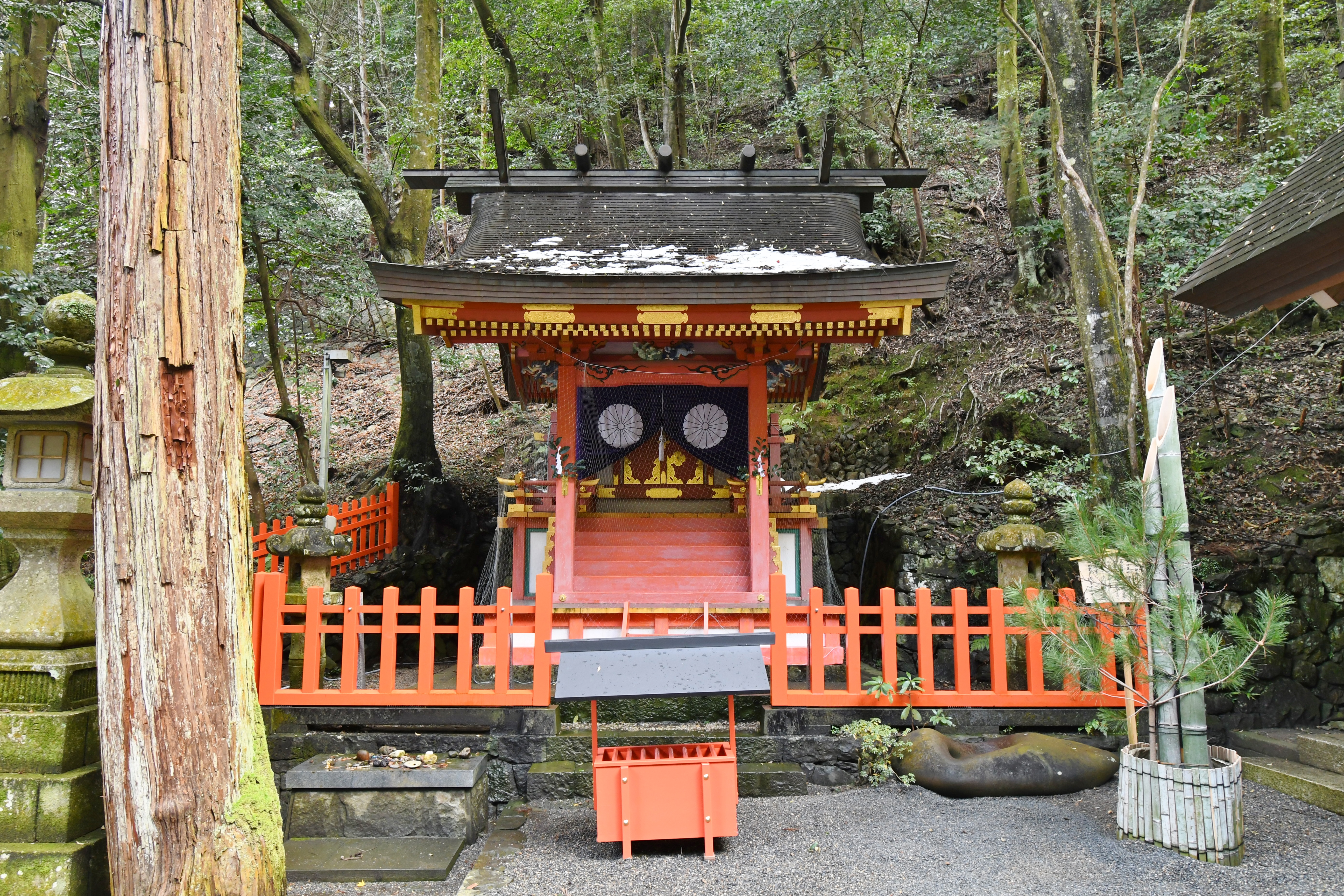
美御前社
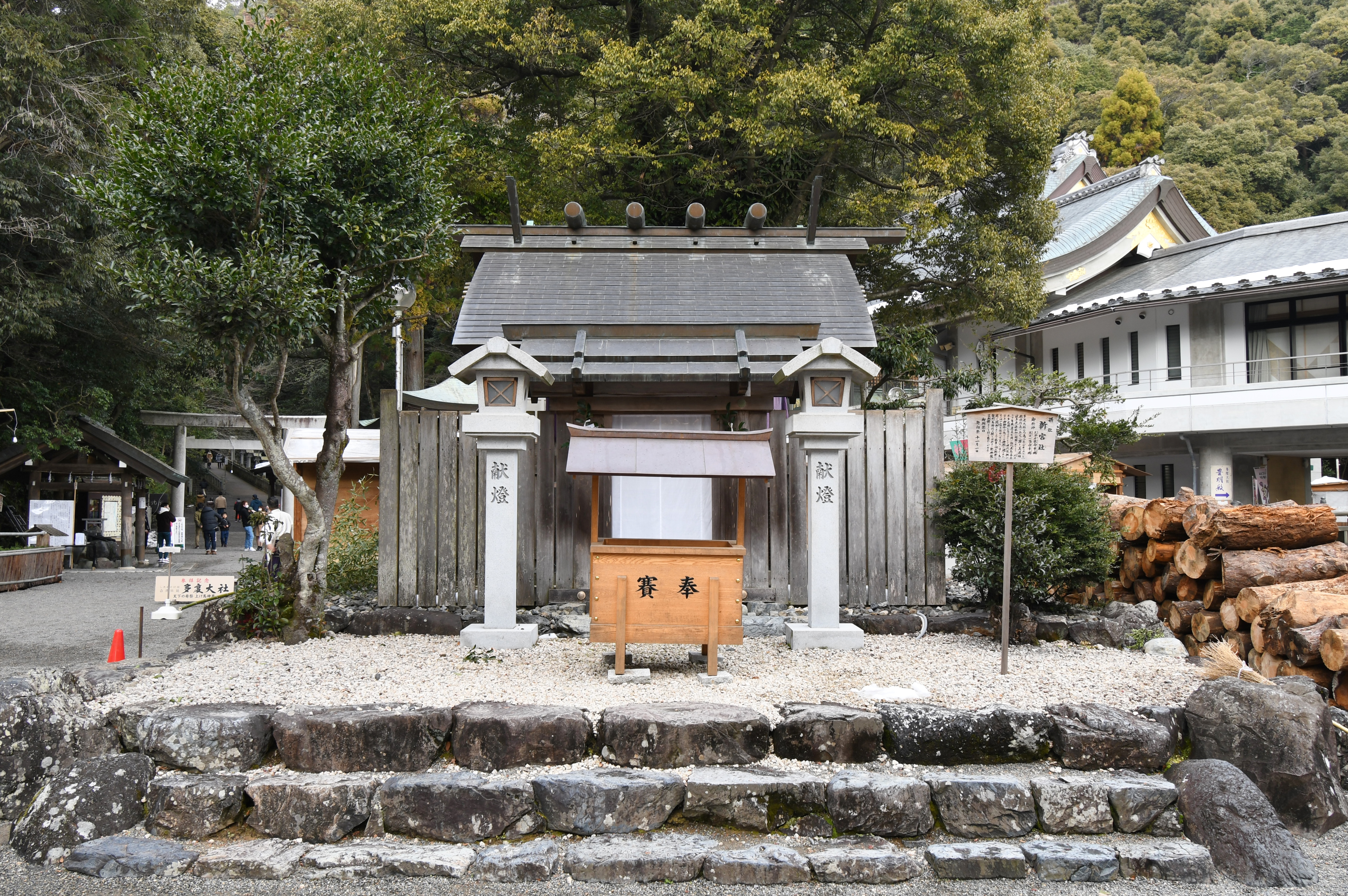
新宮社
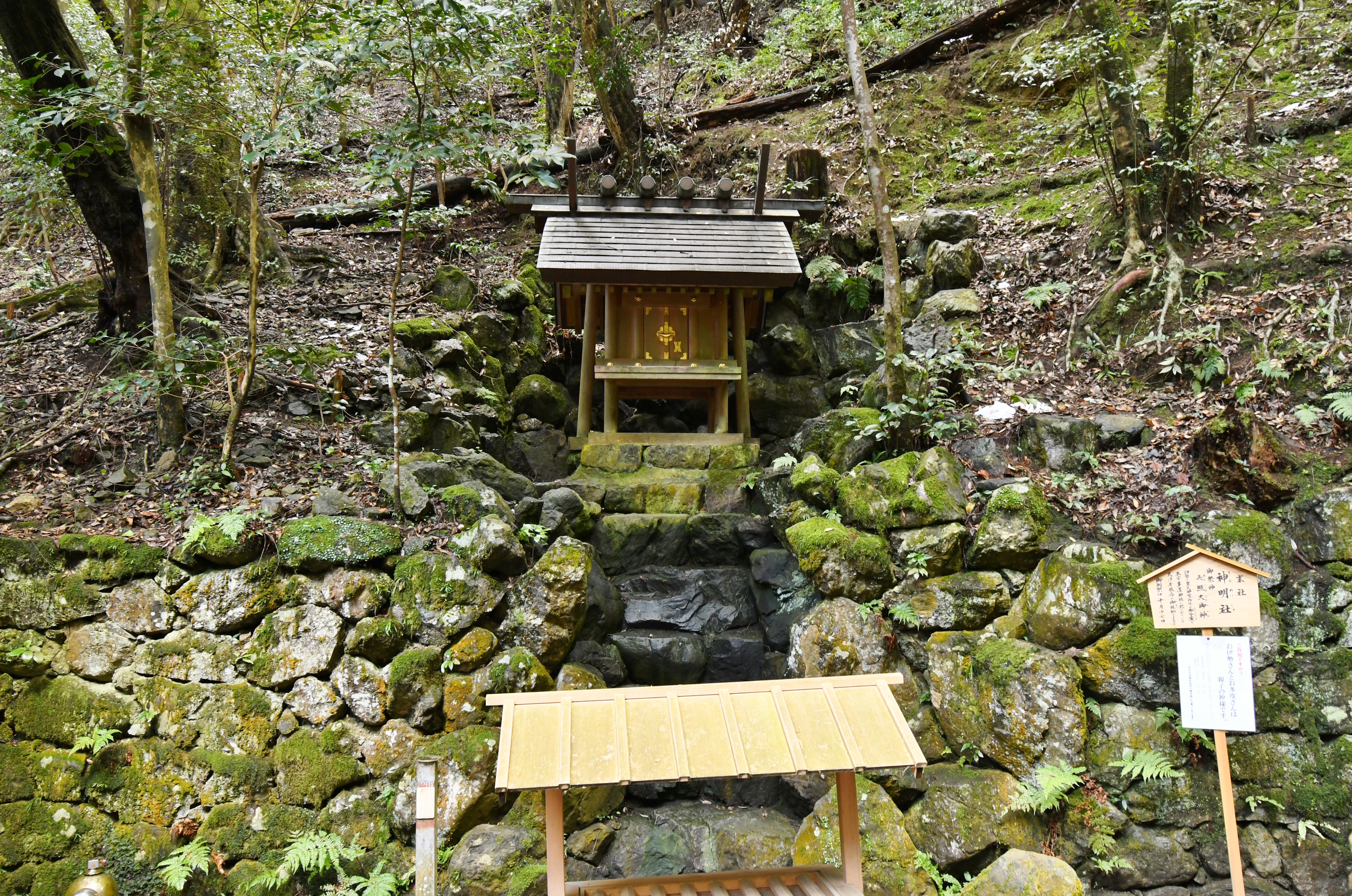
神明社
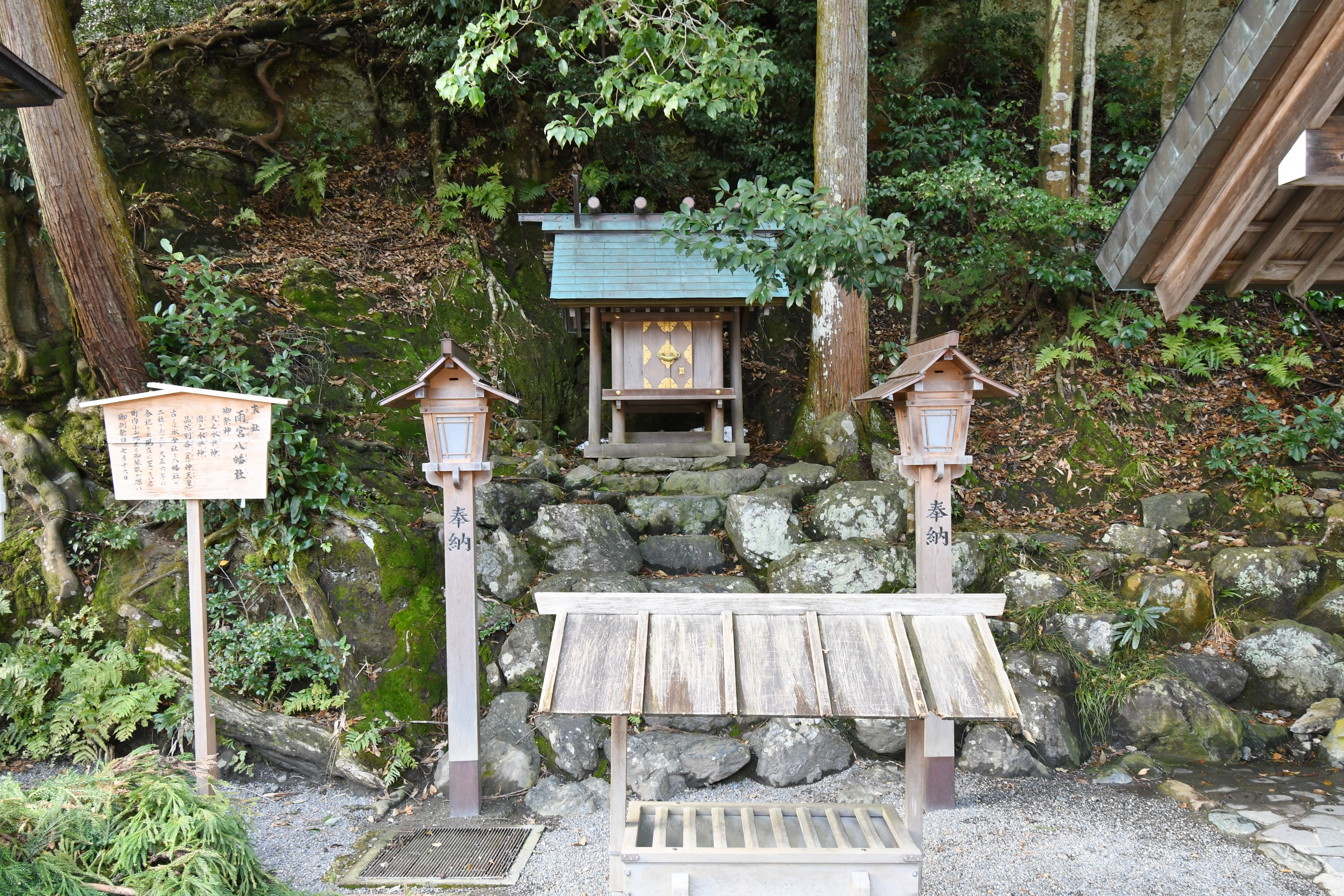
雨宮八幡社
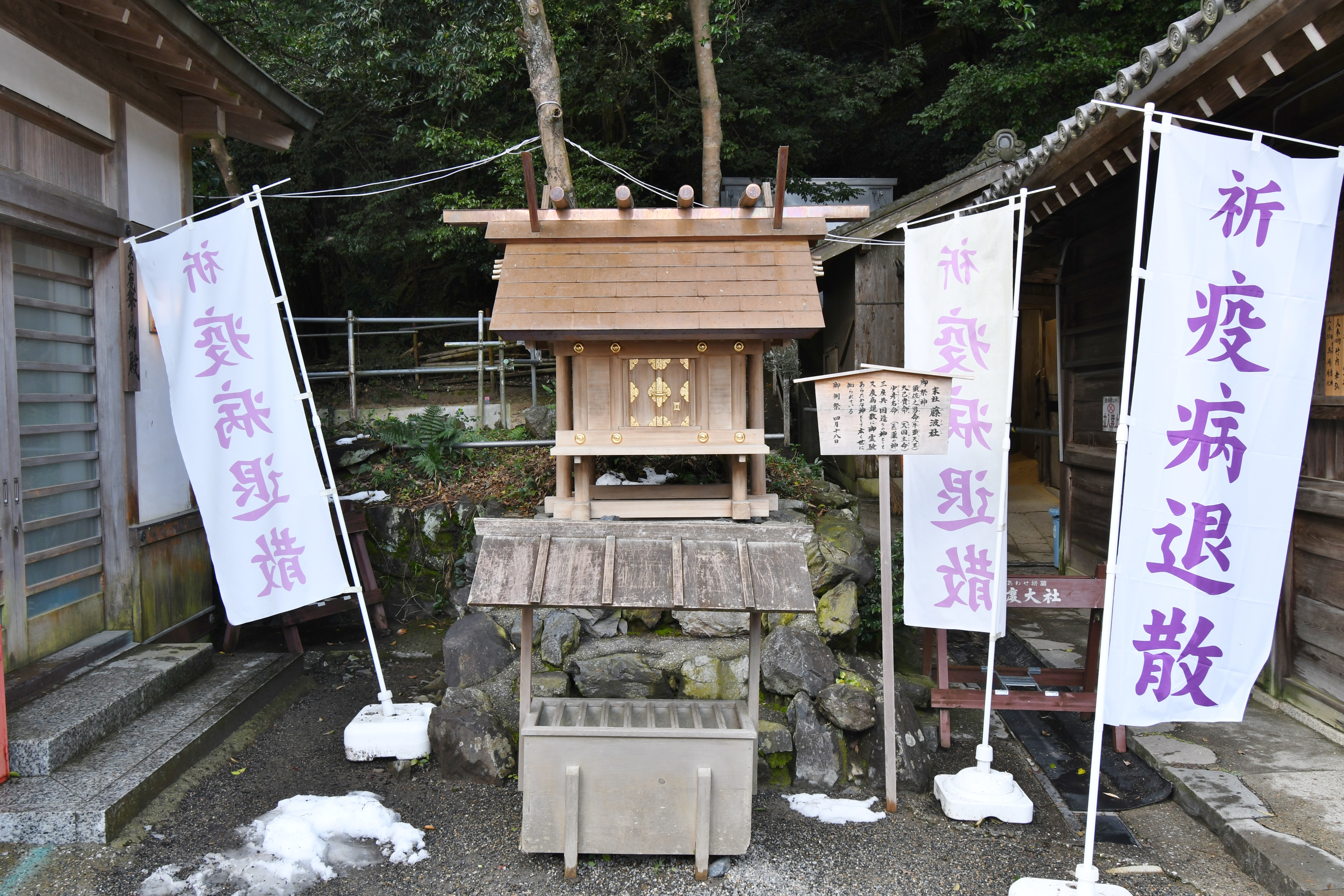
藤波社
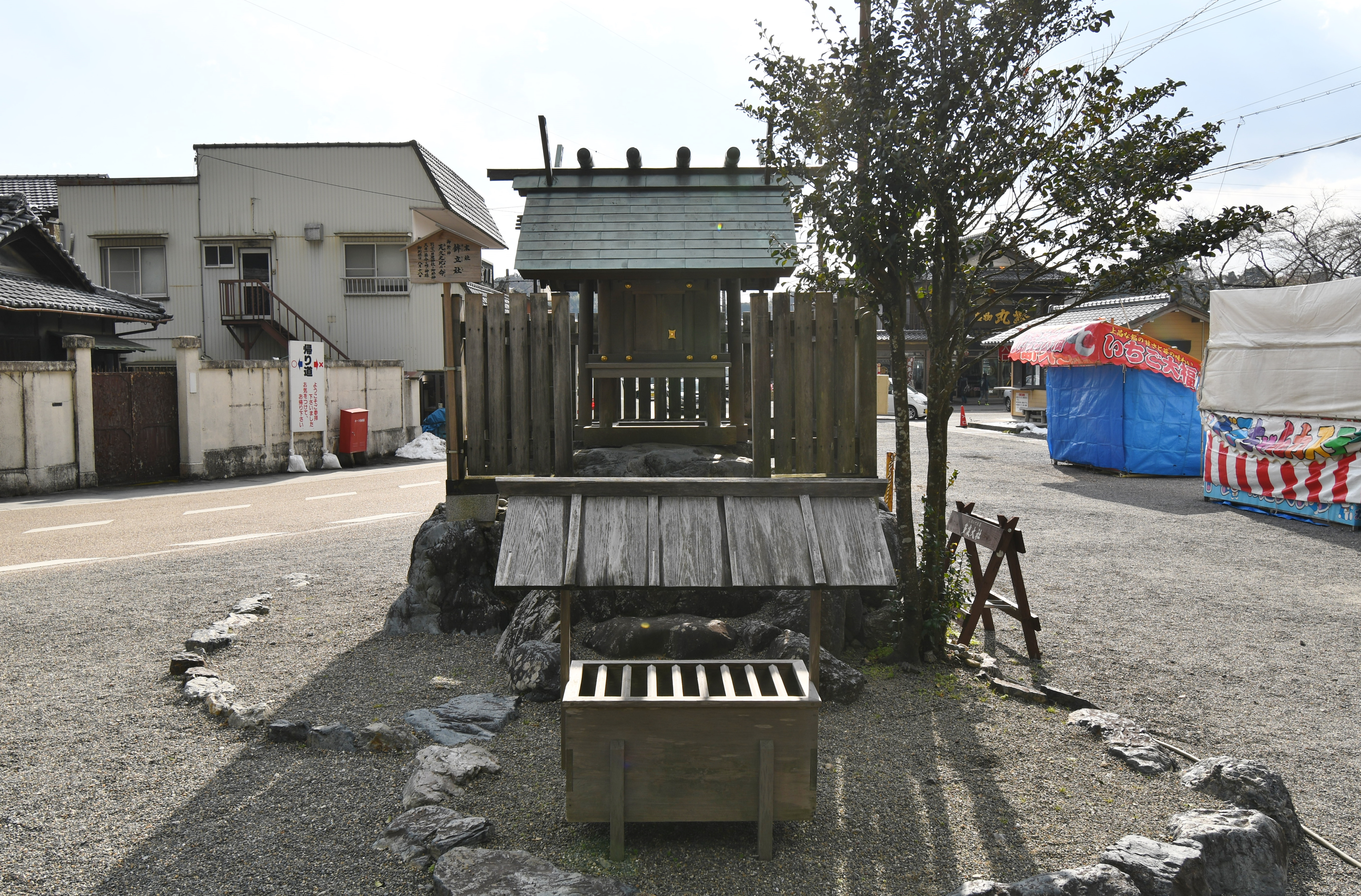
鉾立社
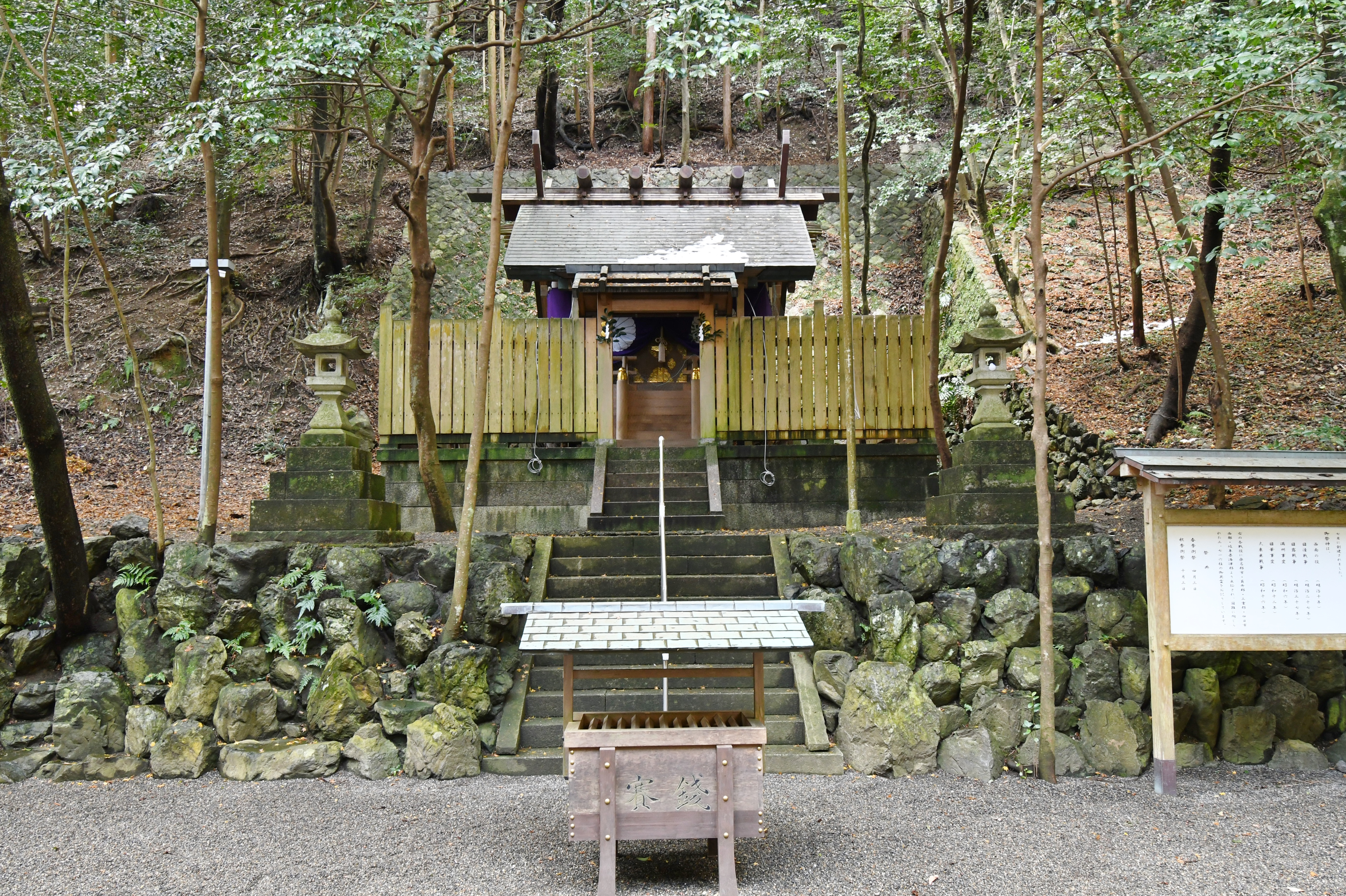
招魂社

## 祭事

### 年中行事
- 御例祭（多度祭） - 5月
- ちょうちん祭 - 8月11日・8月12日
- 流鏑馬祭 - 11月23日

参道に設けられた馬場（コース）に3か所の的を設置し、騎手が順次射落として行く。

### 多度祭

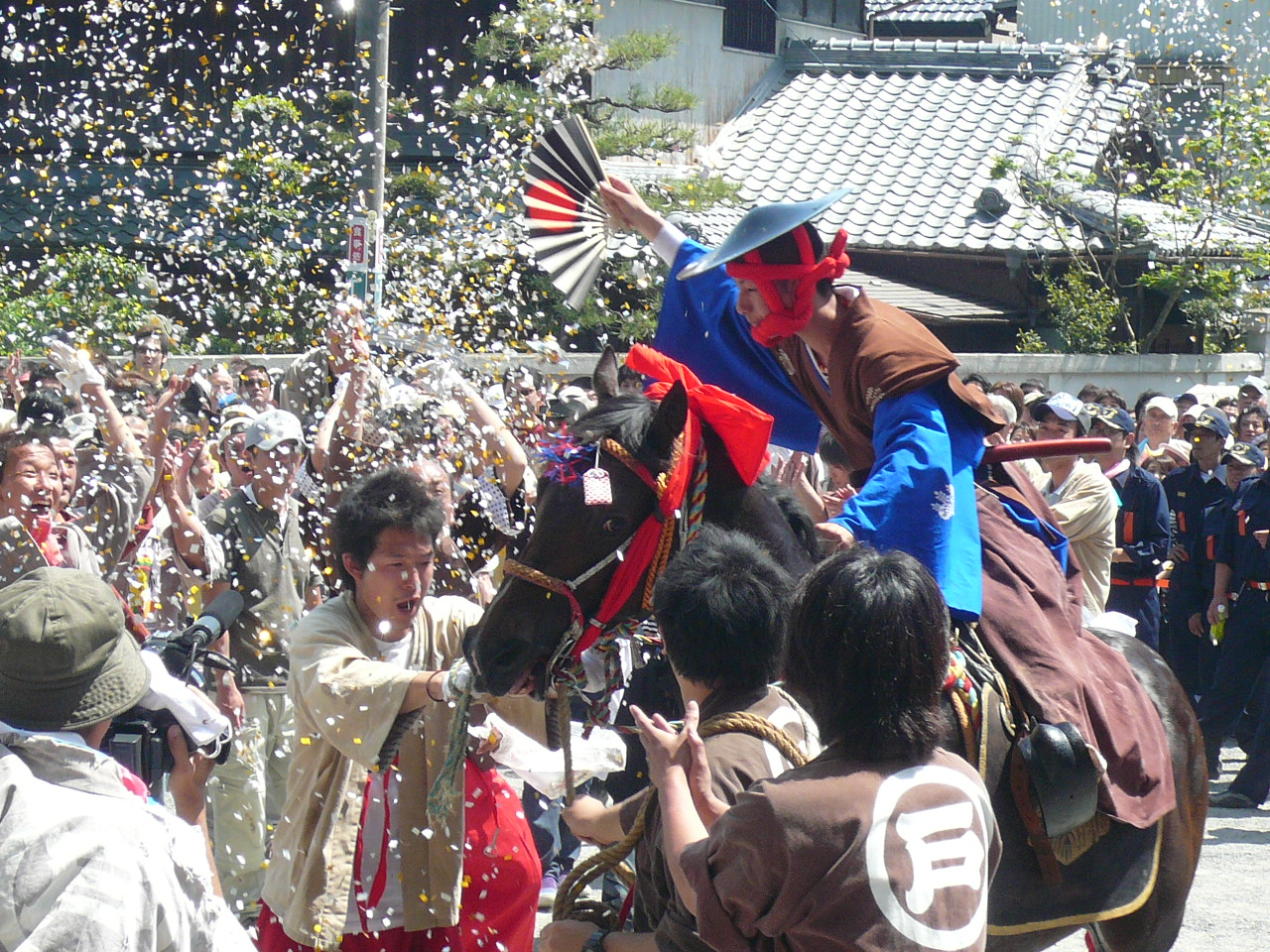
上げ馬神事

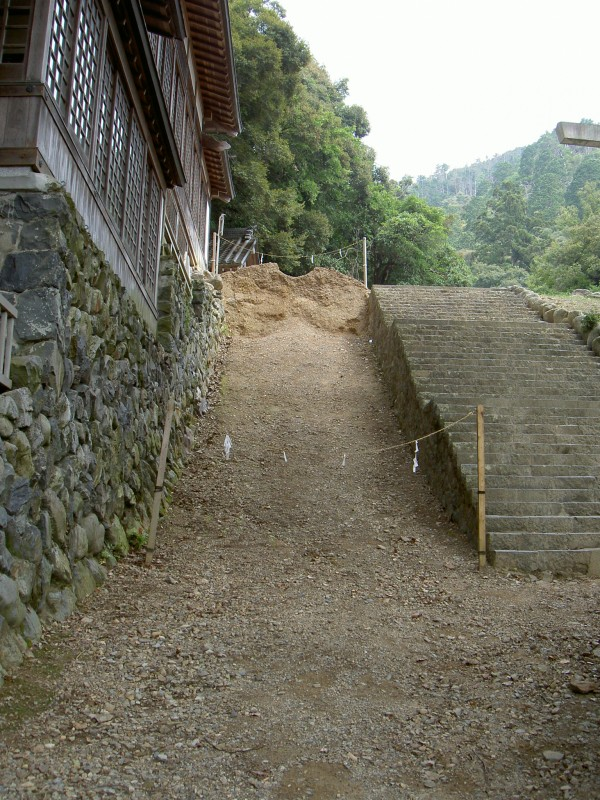
上げ馬神事が行われる坂

御例祭は一般的には多度祭と称されており上げ馬神事や流鏑馬神事が行われる。
このうち上げ馬神事 (あげうましんじ)は5月4日・5日に行われる。東員町の猪名部神社大社祭の上げ馬神事（こちらは4月第1週の週末に挙行。歴史は多度大社よりも160年ほど遡る。）との関連が指摘されている。
2020年は新型コロナウイルスによる感染拡大を受けて、中止することを同年4月1日に発表した。上げ馬神事は戦時中でも行われており、中止になるのは長島一向一揆の平定に動いた織田信長による焼き討ちで神社が焼失して以来、約400年ぶりだと言われている。
上げ馬神事については馬の骨折等が問題となっていた。
- 2009年に行われた上げ馬神事において、神事を運営する地元の団体が、本番前に馬を興奮させる目的で、馬の腹部などを蹴ったり殴打したりしていたとして、津市内の動物愛護団体が告発し、三重県警が動物愛護法違反の容疑で、団体に所属する桑名市内の住民ら5名を書類送検した。上げ馬神事は、動物虐待に当たるとの指摘が以前から多数出ており、三重県教育委員会から馬の扱いの改善と安全性の確保に努めるよう、多度大社に勧告を行った[7]。
- 2011年に津地検四日市支部は動物愛護管理法違反容疑で書類送検された参加者を嫌疑不十分で不起訴処分とした[8]。

2023年6月19日、多度大社で「事故防止対策協議会」が開かれ、三重県や桑名市、警察の担当者、地元代表などが出席し、三重県が壁を含む坂全体の構造を見直すことを提案し、多度大社や地元の代表がこの提案を受け入れる方針を決めた。
2024年4月20日、本番に先立ち、馬を坂にならすための試走が行われた。専門家などからの助言を受けて、土壁を撤去したほか、坂を緩斜面にするなどの改善策が施されている。

## 文化財

### 重要文化財（国指定）
- 金銅五鈷鈴 多度神宮寺阯出土（工芸品） - 平安時代の作。1939年（昭和14年）5月27日指定[11]。
- 神宮寺伽藍縁起並資財帳（竹帙添）（古文書） - 平安時代の作。1904年（明治37年）8月29日指定[12]。
- 銅鏡 30面（考古資料） - 平安時代の作。1904年（明治37年）8月29日指定[13]。

### 三重県指定文化財
- 有形文化財
  - 短刀 銘（表）正重（裏）多度山権現（工芸品） - 室町時代の作。1978年（昭和53年）2月7日指定。
  - 太刀 銘 勢州桑名住藤原勝吉（工芸品） - 江戸時代前期、元和8年（1622年）の作。1979年（昭和54年）3月23日指定。
- 無形民俗文化財
  - 多度大社 上げ馬神事 - 1978年（昭和53年）2月7日指定。

## アクセス
養老鉄道養老線多度駅下車徒歩15分又は三重交通バス5分。また近くには（約1km）多度峡がある。
隣接する多度稲荷神社の御朱印は、多度大社で頂くことができます。
伊勢西国三十三所観音霊場の33番札所の、多度観音堂（神宮寺）も隣接しており、観音堂の御朱印も多度大社で頂くことができます。

## 関連文献
- 安津素彦・梅田義彦編集兼監修者『神道辞典』神社新報社、1968年、37頁
- 白井永二・土岐昌訓編集『神社辞典』東京堂出版、1979年、218頁